# Randupitu (Gending)
Randupitu is een bestuurslaag in het regentschap Probolinggo van de provincie Oost-Java, Indonesië. Randupitu telt 1174 inwoners (volkstelling 2010).